# Purple Line
Purple Line – szesnasty singel południowokoreańskiego zespołu TVXQ, wydany w Japonii 16 stycznia 2008 roku przez Rhythm Zone. Został wydany w trzech edycjach: limitowanej CD+DVD, regularnej CD i „Fan Club Members Only”. Osiągnął 1 pozycję w rankingu Oricon i pozostał na liście przez 9 tygodni, sprzedał się w nakładzie 47 303 egzemplarzy w Japonii i 12 726 w Korei Południowej.
Singel został wydany także w Korei 23 stycznia 2008 roku, zawierał dodatkowo koreańską wersję piosenki tytułowej.

## Lista utworów

### CD
| CD | CD                                             | CD           | CD                                                     | CD                 | CD      |
| Nr | Tytuł utworu                                   | Tekst        | Kompozycja                                             | Aranżacja          | Długość |
| -- | ---------------------------------------------- | ------------ | ------------------------------------------------------ | ------------------ | ------- |
| 1. | „Purple Line”                                  | Ryōji Sonoda | Yoo Young-jin                                          | Yoo Han-jin, JJ650 | 3:13    |
| 2. | „DEAD END -STY Gin n' Tonic mix-”              | H.U.B.       | Paul Drew, Greig Watts, Pate Barringer                 | STY                | 3:23    |
| 3. | „ZION -Zero G Remix-”                          | H.U.B.       | Rob Davis, Curtis Richardson, Iain James, Chris Lee Jo | STARWAX (remix)    | 3:33    |
| 4. | „Purple Line” (Less Vocal)                     |              | Yoo Young-jin                                          | Yoo Han-jin, JJ650 | 3:13    |
| 5. | „DEAD END -STY Gin n' Tonic mix-” (Less Vocal) |              | Paul Drew, Greig Watts, Pate Barringer                 | STY                | 3:19    |

### CD+DVD
| CD | CD                                             | CD           | CD                                     | CD                 | CD      |
| Nr | Tytuł utworu                                   | Tekst        | Kompozycja                             | Aranżacja          | Długość |
| -- | ---------------------------------------------- | ------------ | -------------------------------------- | ------------------ | ------- |
| 1. | „Purple Line”                                  | Ryōji Sonoda | Yoo Young-jin                          | Yoo Han-jin, JJ650 | 3:13    |
| 2. | „DEAD END -STY Gin n' Tonic mix-”              | H.U.B.       | Paul Drew, Greig Watts, Pate Barringer | STY                | 3:23    |
| 3. | „Purple Line” (Less Vocal)                     |              | Yoo Young-jin                          | Yoo Han-jin, JJ650 | 3:13    |
| 4. | „DEAD END -STY Gin n' Tonic mix-” (Less Vocal) |              | Paul Drew, Greig Watts, Pate Barringer | STY                | 3:19    |

| DVD | DVD                                                                                                 | DVD     |
| Nr  | Tytuł utworu                                                                                        | Długość |
| --- | --------------------------------------------------------------------------------------------------- | ------- |
| 1.  | „Asian Tour Bangkok Off Shot Movie” (jap. アジアツアー バンコク公演 Off Shot Movi)                  |         |
| 2.  | „Asian Tour Bangkok SPECIAL Off Shot Movie” (jap. アジアツアー バンコク公演 SPECIAL Off Shot Movie) |         |

## Notowania
| Lista                             | Pozycja |
| --------------------------------- | ------- |
| Oricon Weekly Singles Chart       | 1       |
| Billboard Japan Hot 100           | 10      |
| Billboard Japan Top Singles Sales | 6       |